# Grabmal Richard Hoesch

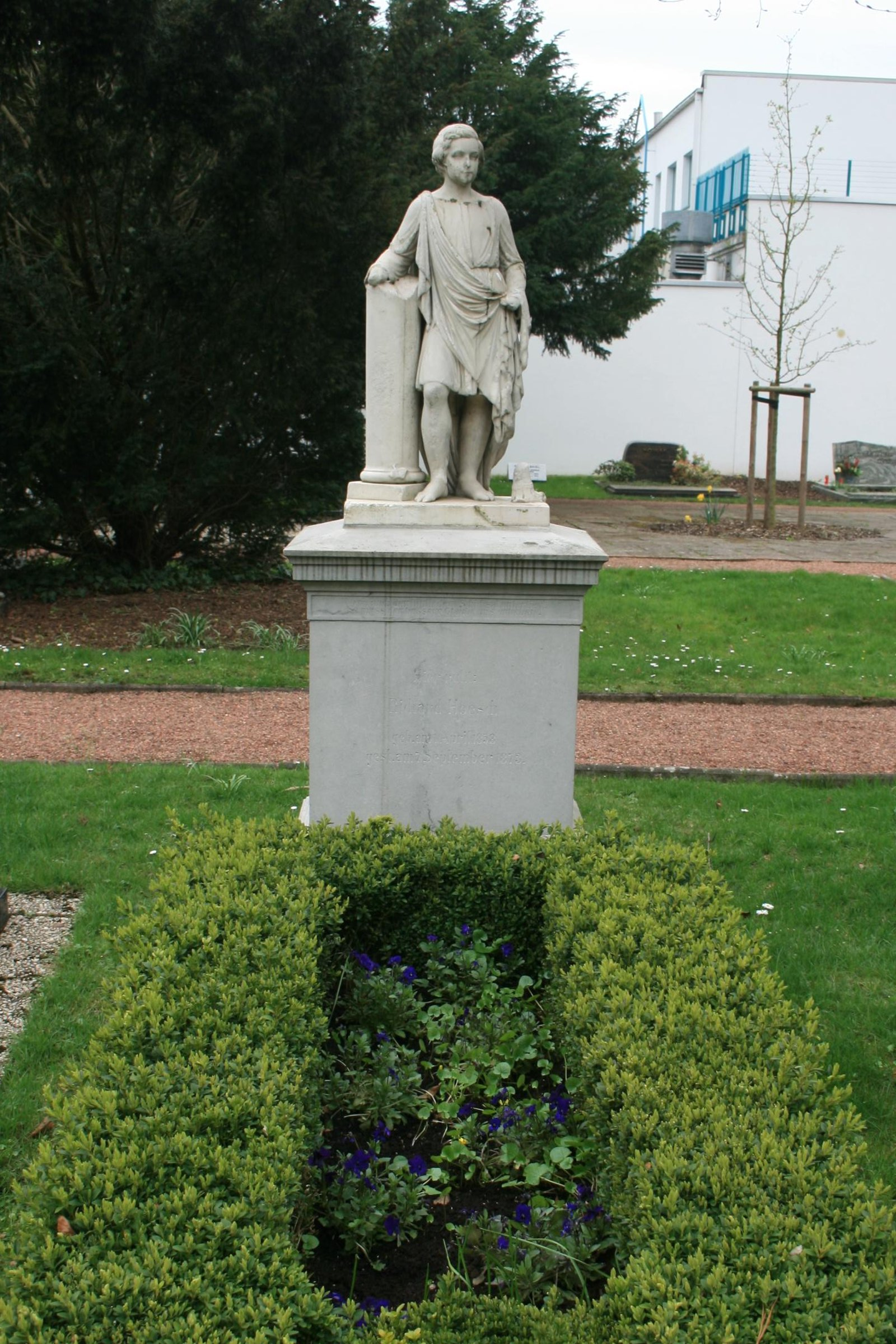

Das Grabmal von Richard Hoesch befindet sich in Düren in Nordrhein-Westfalen. 
Die Grabstätte liegt auf dem evangelischen Friedhof in der Kölnstraße.
Das Grabmal des 1878 verstorbenen Richard Hoesch wurde vom Bildhauer Edmund Renard d. Ältere gestaltet. Die Statue eines etwa fünfzehnjährigen Jungen mit antiker Gewandung und dem Attribut der gesenkten Fackel besteht aus Marmor. Die Figur steht auf einem schlichten rechteckigen Sockel.
Das Bauwerk ist unter Nr. 1/055b in die Denkmalliste der Stadt Düren eingetragen.